# دولة حارسة
الدولة الحارسة (بالإنجليزية: Night-watchman state، وتُعرف كذلك باسم: Minarchist state)، يُستخدم هذا المصطلح في الفلسفة السياسيَّة الليبرتارية لوصف الدولة التي تتلخَّص وظيفتها الوحيدة في إنشاء الجيش والشرطة والمحاكم لحماية المواطنين من الأعداء الخارجيِّين واللصوص والخارجين عن القانون.
وصف المؤرِّخ تشارلز تونشند بريطانيا في القرن التاسع عشر بأنَّها حاملة لواء هذا الشكل من الحكم بين الدول الأوروبية.

## سبب استخدام المصطلح
ابتدع الفيلسوف الاشتراكي الألماني فرديناند لاسال مصطلح الدولة الحارسة night-watchman state أو دولة الحارس الليلي كما يشير معناها الحرفي في خطاب ألقاه عام 1862 في برلين. منتقداً الحكومة الليبرالية البرجوازية مُشبِّهاً إياها بالحارس الليلي أو «الناطور» الذي يقتصر واجبه الوحيد على منع السرقة، وسرعان ما بدأ استخدام هذا المصطلح على نطاق واسع لوصف الحكومات الرأسمالية.
يعتبر فرديناند لاسال أحد مؤسِّسي المذهب الاشتراكي الألماني وكان ينادي بالتعاون مع النظام الإقطاعي الحاكم وتحرير العمال من خلال برامج عمل اشتراكية شاملة.
لاحقاً انتقد لودفيغ فون ميزس آراء لاسال وأشار إلى إنَّه يحاول أن يجعل الحكومات محدودة المهام تبدو سخيفة وأقل أهميَّة ممَّا هي عليه.

## الفلسفة
يدافع أنصار فلسفة الدولة الحارسة عنها على أساس أنَّها النتيجة المنطقية للالتزام بمبدأ عدم الاعتداء، بالطبع هم مضطرون لقبول أنَّ الفوضويَّة السياسيَّة غير كافية لفرض مبدأ عدم الاعتداء سابق الذكر وبدلاً من ذلك يقترحون أنَّ فلسفة الدولة الحارسة تفتح الباب للمنافسة.
من التبريرت الأخرى التي تدافع عن مبدأ الدولة الحارسة أنَّ شركات الأمن والحراسة الخاصة وشركات المحاماة ستميل لتمثيل مصالح وحماية من يدفع لهم ما يكفي من المال.
يعتقد المؤمنون بفلسفة الدولة الحارسة أنَّ الدولة أمرٌ لا مفرَّ منه، ويؤكِّدون أنَّ الفوضى عديمة الجدوى والمنفعة ولا بدَّ من قيام الدولة لأنَّ شركات الحراسة والمحاماة الخاصَّة يمكن أن تكون متحيِّزة وغير عادلة وستمثِّل مصالح العملاء الذين يدفعون أكثر.
من جهته يقول الفيلسوف الأمريكي المعاصر روبرت نوزيك - صاحب فكرة الحاجة للحد الأدنى من الدولة لمنع الفوضى السياسيَّة – إنَّ الدولة الحارسة توفِّر إطاراً سيسمح بقيام نظام سياسي يحترم الحقوق الفرديَّة الأساسيَّة وكلُّ ذلك يبرِّر وجود الدولة من الناحية الأخلاقيَّة.